# The Tragically Hip
The Tragically Hip , muitas vezes chamada de The Hip , foi uma banda de rock canadense de Kingston, Ontario , consistindo do vocalista Gord Downie , do guitarrista Paul Langlois, do guitarrista Rob Baker (conhecido como Bobby Baker até 1994), do baixista Gord Sinclair, e do baterista Johnny Fay.  Eles lançaram 13 álbuns de estúdio, dois álbuns ao vivo, um EP e 54 singles ao longo de uma carreira de 33 anos.  Nove de seus álbuns chegaram a nº1 nas paradas canadenses.  Eles receberam inúmeros prêmios de música canadense, incluindo 16 Juno Awards .
Após o diagnóstico do vocalista Gord Downie com câncer cerebral terminal em 2015, a banda realizou uma turnê pelo Canadá em apoio ao seu décimo terceiro álbum, Man Machine Poem .  O último show da turnê, que seria o último show da banda, foi realizado no Rogers K-Rock Center, em Kingston, no dia 20 de agosto de 2016, e transmitido globalmente pela Canadian Broadcasting Corporation como uma transmissão multiplataforma de televisão, rádio e internet. especial.
Downie morreu em 17 de outubro de 2017.  Em julho de 2018, a banda anunciou que eles não estavam mais ativos como entidade performática ou gravadora após a morte de Downie.

## Membros da banda
Membros antigos
- Rob Baker   - violão (1984–2017)
- Gord Sinclair   - baixo, vocais de apoio (1984-2017)
- Johnny Fay   - bateria e percussão (1984–2017)
- Paul Langlois   - guitarra, vocais de apoio (1986–2017)
- Gord Downie   - vocal principal, violão (1984-2017; falecido)
- Davis Manning   - saxofone (1984-1986)

## Discography
- The Tragically Hip (MCA, 1987)
- Up to Here (MCA, 1989)
- Road Apples (MCA, 1991)
- Fully Completely (MCA, 1992)
- Day for Night (MCA, 1994)
- Trouble at the Henhouse (MCA, 1996)
- Phantom Power (Universal, 1998)
- Music @ Work (Universal, 2000)
- In Violet Light (Universal, 2002)
- In Between Evolution (Universal, 2004)
- World Container (Universal, 2006)
- We Are the Same (Universal, 2009)
- Now for Plan A (Universal, 2012)
- Man Machine Poem (Universal, 2016)

## References
1. ↑  «Gord Downie's 'incurable' brain cancer won't keep him from singing, his doctor says»
2. ↑  «Canadian rock band The Tragically Hip holds final show»
3. ↑  «Tragically Hip's Gord Downie dead at 53»
4. ↑  «The Tragically Hip talk life after Gord Downie: 'We're all still adjusting'». Global News (em inglês)
5. ↑  «Tragically Hip To Rock Grey Cup Half-Time Show»